# صحافة فنية

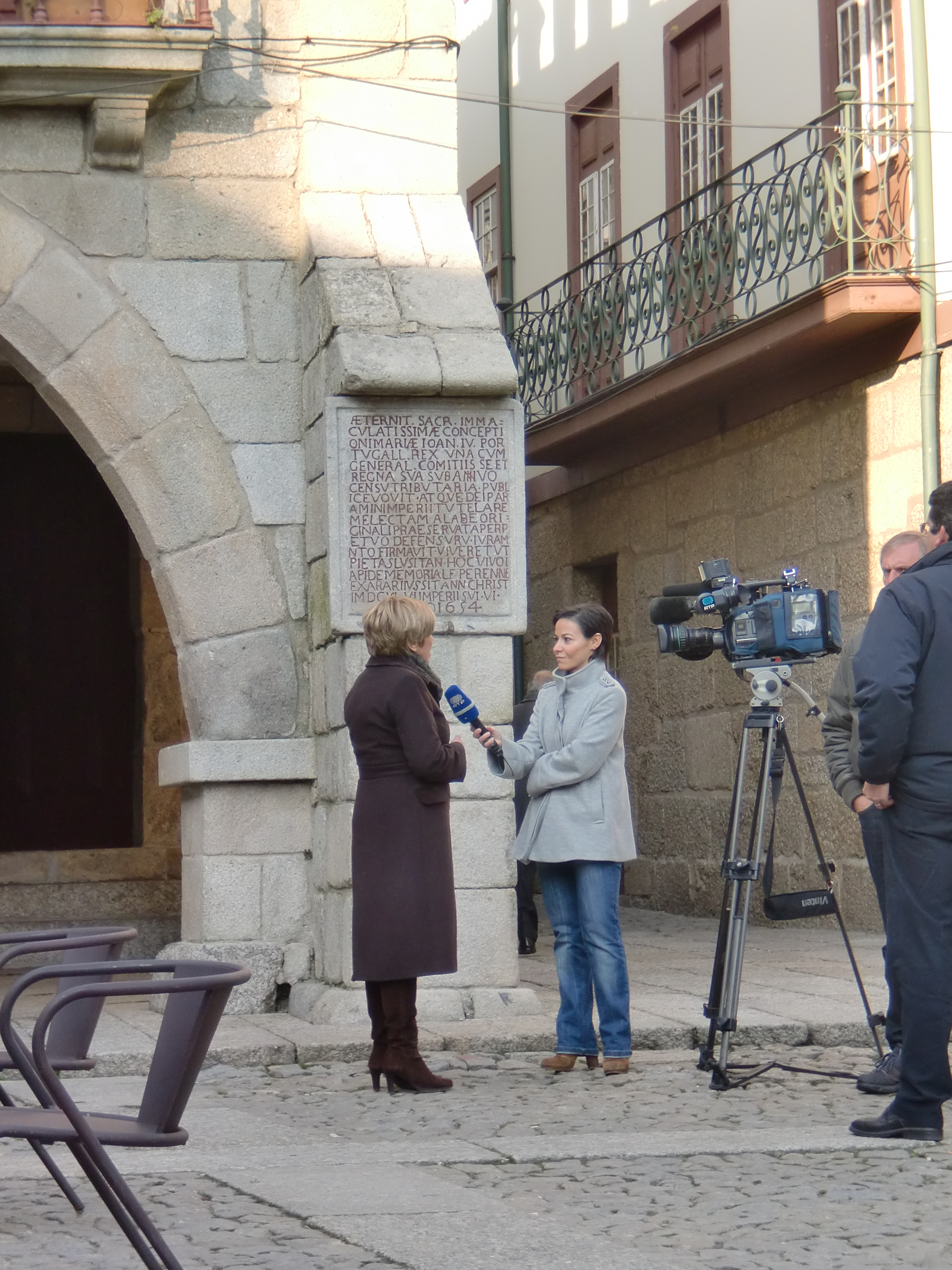
برتغالي يلتقي غيماريش 2012 عاصمة الثقافة الأوروبية

الصحافة الفنية هي فرع من الصحافة تهتم بتقديم تقارير عن الفنون وتتناولها بالنقاش بما في ذلك على سبيل المثال لا الحصر الأفلام والأدب والموسيقى والمسرح والهندسة المعمارية. ومن المعتاد أن يتناول الصحفيون والنقاد ممن لديهم خلفية حول التأليف والفنون الكتابة عن الفنون، ولم يكن هناك أي تدريب رسمي متقدم في هذا المجال. وفي عام 2005، أسست جامعة سيراكيوز برنامج صحافة جولدرينج، وهو أول برنامج ماجستير في كلية معتمدة لتعليم الصحفيين الكتابة عن الفن والثقافة.
وفي عام 2009، قامت جامعة مركز التخطيط البيئي والتكنولوجيا(CEPT) في أحمدأباد باتخاذ خطوة لبدء هذه الدورة للمرة الأولى في الهند.